# Evangelisch-lutherisches Studienheim Windsbach
Das evangelisch-lutherische Studienheim ist ein Internat im mittelfränkischen Windsbach und Heimat des  Windsbacher Knabenchores. Die Schüler besuchen in der Regel das angrenzende staatliche Johann-Sebastian-Bach-Gymnasium, die Laurentius-Realschule in Neuendettelsau, die Markgraf-Georg-Friedrich-Realschule in Heilsbronn oder die Grund- und Mittelschule in Windsbach.

## Geschichte
1837 gründete der Dekan Heinrich Brandt das „allgemeine protestantische Pfarrwaisenhaus“, um den Sprösslingen der Pfarrfamilien eine gute Ausbildung zu gewährleisten. Im Pfarrwaisenhaus mit angegliedertem Progymnasium sollten die Schüler ausgebildet und Pfarrer-Nachwuchs herangezogen werden. Der Anteil der Pfarrerskindern lag zwischen zwei drittel und dreiviertel einer Klasse.

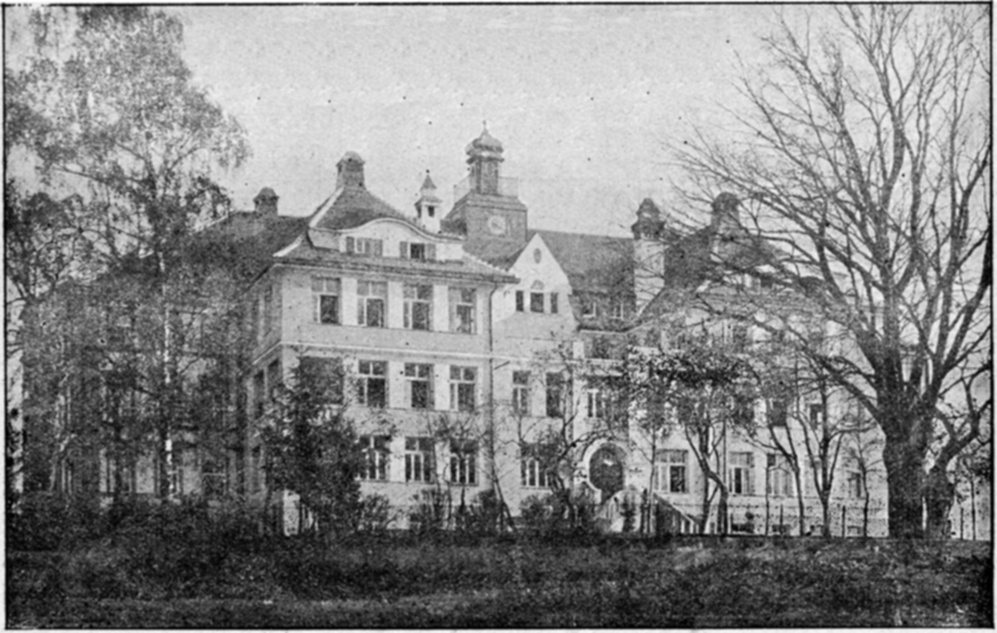
Das Pfarrwaisenhaus 1913

Im Zweiten Weltkrieg wurde das Haus kurzfristig geschlossen. Nach der Chorgründung 1946 durch Hans Thamm kamen immer mehr Buben wegen der Qualität des Chores nach Windsbach. Das Internat, was schließlich in „Studienheim“ umbenannt wurde, änderte nun auch seine Aufnahmekriterien. Es zählte nun die stimmliche und musikalische Leistung, nicht mehr die Herkunft aus einer Pfarrfamilie. In den 1990er Jahren wurde das Internat saniert. Die Schüler leben nun von der fünften bis einschließlich der neunten Klasse in  Zweierzimmern, ab der 10. Klasse in Einzelzimmern.

## Baulichkeiten

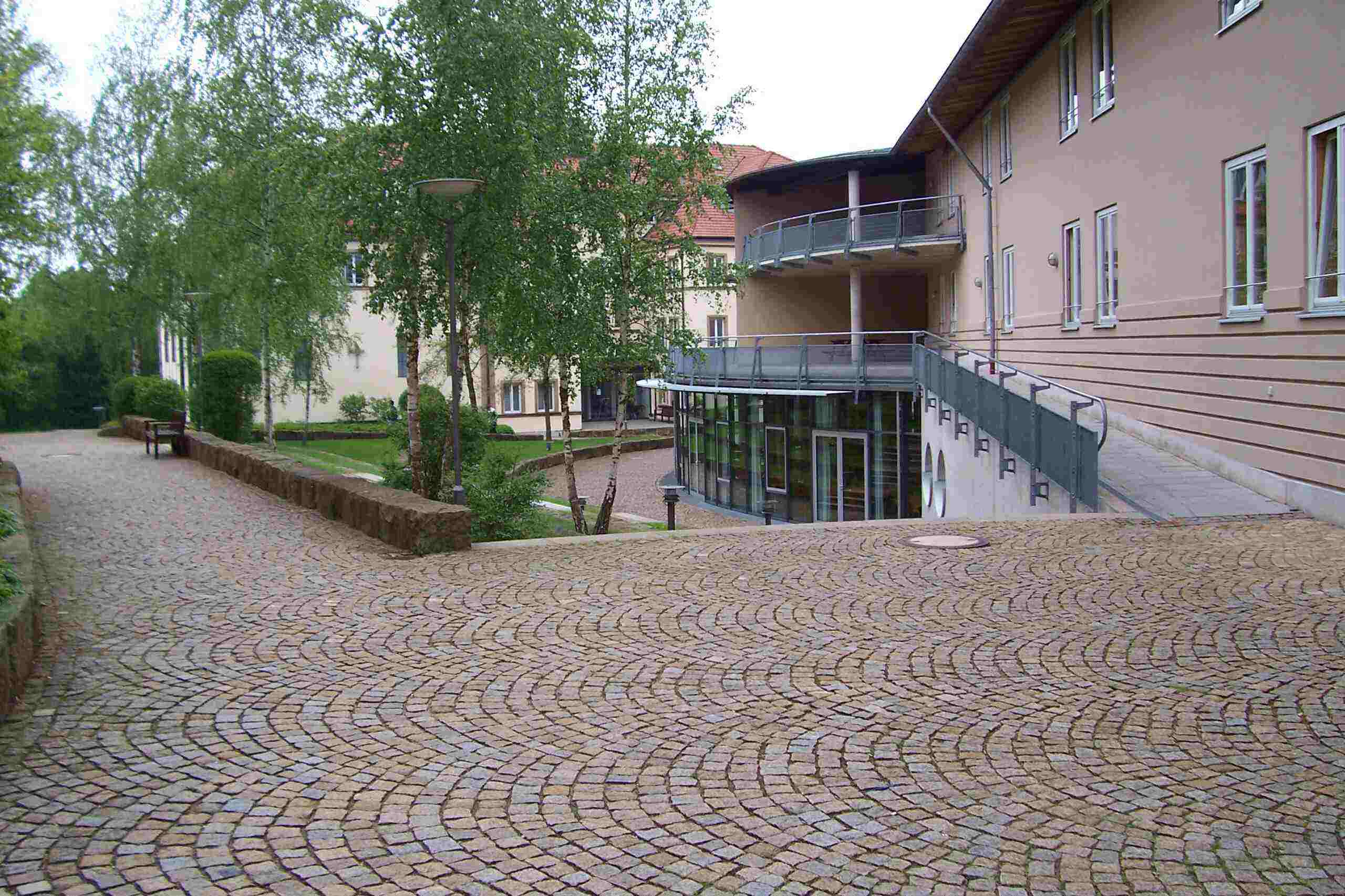
Internat heute

Der Campus besteht aus mehreren einzelnen Häusern, die in den 1990er Jahren alle generalsaniert wurden. 

### Haupthaus
Im Haupthaus sind die Schüler der 10. bis 12. Klasse in Einzelzimmern untergebracht. Außerdem finden sich hier die Internatsverwaltung sowie die Bibliothek und der Betsaal.

### Chorzentrum
Das Chorzentrum ist das musikalische Zentrum des Geländes. Es besteht aus zwei Stockwerken, in denen sich Probensäle, Chorbüro, Instrumental-Überäume und Unterrichtsräume befinden.

### Das alte Studienheim
Dieses Haus, was auffällig in tiefem Rot gestrichen wurde, war das ehemalige Studienheim, in dem früher die Oberstufe untergebracht wurde. Heute befinden sich hier die Schüler der 4. Klasse sowie die Haupt- und Realschüler in Doppelzimmern.

### Altes Chorhaus
Dieses zweite rot angestrichene Haus ist das alte Chorhaus, was nach dem Bau des Chorzentrums mittlerweile mit Schülern der Unterstufe Gymnasium belegt ist.